# Loivos (Chaves)
Loivos is een plaats (freguesia) in de Portugese gemeente Chaves en telt 629 inwoners (2001).